# Calendrier de la saison de cyclo-cross féminine 2017-2018
Navigation
2016-2017 2018-2019
Le calendrier de la saison de cyclo-cross féminine 2017-2018 regroupe des courses de cyclo-cross débutant le 5 août 2017 et finissant le 25 février 2018. Les épreuves individuelles sont classées en cinq catégories. La plus haute catégorie regroupe les épreuves de la coupe du monde (CDM), qui donne lieu à un classement. Derrière elles, on retrouve les courses de catégorie C1 et C2, qui attribuent des points pour le classement mondial, ensuite les courses réservées aux moins de 23 ans, appelés également espoirs (catégorie CU) et enfin les courses pour les juniors (catégorie CJ). On retrouve également les championnats nationaux (CN) qui sont organisés dans une trentaine de pays.

## Classements UCI
| # | Coureuse | Pays | Pts |
| - | -------- | ---- | --- |

| # | Nation | Pts |
| - | ------ | --- |
| 1 |        |     |

| # | Nation | Pts |
| - | ------ | --- |
| 1 |        |     |

## Calendrier

### Août
| Date | Course                                        | Classe | Vainqueur        | Équipe |
| ---- | --------------------------------------------- | ------ | ---------------- | ------ |
| 26   | Cyclo-cross National Series Round 5, Victoria | C2     | Peta Mullens     |        |
| 27   | Cyclo-cross National Series Round 6, Victoria | C2     | Samantha Runnels |        |

### Septembre
| Date | Course                                             | Classe | Vainqueur                 | Équipe                                  |
| ---- | -------------------------------------------------- | ------ | ------------------------- | --------------------------------------- |
| 3    | QianSen Trophy Fengtai Changxindian, Beijing       | C1     | Joyce Vanderbeken         | Stevens Pro Cycling – Donen-Vondelmolen |
| 6    | QianSen Trophy Yanqing, Beijing                    | C1     | Joyce Vanderbeken         | Stevens Pro Cycling – Donen-Vondelmolen |
| 9    | Rochester Cyclocross #1, Rochester                 | C1     | Ellen Noble               | Aspire Racing                           |
| 10   | Brico Cross Eecklo, Eeklo                          | C1     | Sanne Cant                | Beobank-Corendon                        |
| 10   | Rochester Cyclocross #2, Rochester                 | C2     | Kaitlin Keough            | Cannondale p/b CyclocrossWorld.com      |
| 15   | Jingle Cross #1, Iowa City                         | C1     | Kaitlin Keough            | Cannondale p/b CyclocrossWorld.com      |
| 17   | Coupe du monde de cyclo-cross #1, Iowa City        | CDM    | Katerina Nash             | Clif Pro Team                           |
| 17   | Jingle Cross #2, Iowa City                         | C2     | Sunny Gilbert             | Van Dessel Factory Team                 |
| 17   | EKZ Cross Tour #1, Baden                           | C1     | Annemarie Worst           | ERA Real Estate-Circus                  |
| 20   | Clif Bar CrossVegas, Las Vegas                     | C1     | Katerina Nash             | Clif Pro Team                           |
| 22   | Trek CXC Cup, Waterloo                             | C2     | Katherine Compton         | KFC Racing / Trek / Panache             |
| 24   | Radcross Illnau, Illnau                            | C2     | Marlène Morel-Petitgirard | VC Morteau-Montbenoit                   |
| 24   | Coupe du monde de cyclo-cross #2, Waterloo         | CDM    | Sanne Cant                | Beobank-Corendon                        |
| 28   | Toi Toi Cup #1, Slaný                              | C1     | Pavla Havlíková           | KC Kooperativa Jablonec nad Nisou       |
| 29   | KMC Cross Fest, Thompsonville                      | C1     | Kaitlin Keough            | Cannondale p/b CyclocrossWorld.com      |
| 30   | Soudal Classics - Grand Prix de Neerpelt, Neerpelt | C2     | Ellen Van Loy             | Telenet-Fidea Lions                     |
| 30   | GP Poprad, Poprad                                  | C2     | Janka Keseg Števková      |                                         |
| 30   | WSCXGP #1, West Sacramento                         | C2     | Katerina Nash             | Clif Pro Team                           |

### Octobre
| Date | Course                                                               | Classe | Vainqueur            | Équipe                             |
| ---- | -------------------------------------------------------------------- | ------ | -------------------- | ---------------------------------- |
| 1    | Superprestige #1, Gieten                                             | C1     | Maud Kaptheijns      | Crelan-Charles                     |
| 1    | EKZ Cross Tour #2, Berne                                             | C2     | Jolanda Neff         | Kross Racing Team                  |
| 1    | KMC Cross Fest #2, Thompsonville                                     | C1     | Emma White           | Cannondale p/b CyclocrossWorld.com |
| 1    | West Sacramento Cyclocross GP #2, West Sacramento                    | C2     | Kateřina Nash        | Clif Pro Team                      |
| 7    | Brico Cross Berencross, Meulebeke                                    | C2     | Sanne Cant           | Beobank-Corendon                   |
| 7    | Toi Toi Cup #2, Jabkenice                                            | C2     | Pavla Havlíková      | KC Kooperativa Jablonec nad Nisou  |
| 7    | Charm City Cross #1, Baltimore                                       | C2     | Kaitlin Keough       | Cannondale p/b CyclocrossWorld.com |
| 8    | Kronborg Cyclocross, Helsingor                                       | C2     | Caroline Bohé        |                                    |
| 8    | Cyclocross Rakova, Raková                                            | C2     | Janka Keseg Števková |                                    |
| 8    | National Trophy Series #1, Derby                                     | C2     | Beth Crumpton        | Storey Racing                      |
| 8    | Cyclo-Cross International de la Solidarité de Lutterbach, Lutterbach | C2     | Lucie Chainel        | Team Chazal Canyon                 |
| 8    | IJsboerke Ladies Trophy #1, Ronse                                    | C1     | Katherine Compton    | KFC Racing / Trek / Panache        |
| 8    | Charm City Cross #2, Baltimore                                       | C1     | Kaitlin Keough       | Cannondale p/b CyclocrossWorld.com |
| 9    | Ibaraki Cyclo-cross Toride round, Nakauchi                           | C1     | Miyoko Karami        |                                    |
| 14   | Toi Toi Cup #3, Hlinsko                                              | C2     | Pavla Havlíková      | KC Kooperativa Jablonec nad Nisou  |
| 14   | Brico Cross Polderscross, Kruibeke                                   | C2     | Katherine Compton    | KFC Racing / Trek / Panache        |
| 14   | CRAFT Sportswear Gran Prix of Gloucester #1, Gloucester              | C2     | Emma White           | Cannondale p/b CyclocrossWorld.com |
| 14   | US Open of Cyclocross #1, Boulder City                               | C2     | Erin Huck            | 3 Rox Racing-Cannondale            |
| 15   | Coupe de France de cyclo-cross #1, Besançon                          | C1     | Lucie Chainel        | Team Chazal Canyon                 |
| 15   | Superprestige #2, Zonhoven                                           | C1     | Maud Kaptheijns      | Crelan-Charles                     |
| 15   | EKZ CrossTour #3, Aigle                                              | C2     | Helen Wyman          | Kona Factory Racing                |
| 15   | US Open of Cyclocross #2, Boulder City                               | C2     | Courtenay McFadden   | GE Capital/American Classic        |
| 15   | CRAFT Sportswear Gran Prix of Gloucester #2, Gloucester              | C2     | Ellen Noble          | Aspire Racing                      |
| 19   | Kermiscross, Ardooie                                                 | C2     | Katherine Compton    | KFC Racing / Trek / Panache        |
| 21   | Superprestige #3, Boom                                               | C1     | Maud Kaptheijns      | Crelan-Charles                     |
| 21   | Cyclocross International Podbrezová, Podbrezová                      | C2     | Janka Keseg Števková |                                    |
| 21   | The Silver Goose #1, Midland                                         | C2     | Ruby West            | Cannondale p/b CyclocrossWorld.com |
| 21   | DCCX #1, Washington DC                                               | C2     | Arley Kemmerer       |                                    |
| 22   | Coupe du monde de cyclo-cross #3, Koksijde                           | CDM    | Maud Kaptheijns      | Crelan-Charles                     |
| 22   | Cyclo-cross de Balan Ardennes, Balan                                 | C2     | Jade Wiel            |                                    |
| 22   | Stockholm Cyclo Cross, Stockholm                                     | C2     | Ida Jansson          |                                    |
| 22   | Tage des Querfeldeinsports, Ternitz                                  | C2     | Magdalena Mišoňová   |                                    |
| 22   | DCCX #2, Washington DC                                               | C2     | Carla Williams       |                                    |
| 22   | The Silver Goose #2, Midland                                         | C2     | Ruby West            | Cannondale p/b CyclocrossWorld.com |
| 24   | Nacht van Woerden, Woerden                                           | C2     | Helen Wyman          | Kona Factory Racing                |
| 28   | GP Dolná Krupa, Dolná Krupá                                          | C2     | Janka Keseg Števková |                                    |
| 28   | Ziklo Kross Laudio, Llodio                                           | C2     | Aida Nuño Palacio    | MMR                                |
| 28   | De Grote Prijs van Brabant, Bois-le-Duc                              | C1     | Maud Kaptheijns      | Crelan-Charles                     |
| 28   | Toi Toi Cup #4, Holé Vrchy                                           | C2     | Pavla Havlíková      | KC Kooperativa Jablonec nad Nisou  |
| 28   | Cincinnati Cross @ Devou Park, Covington                             | C1     | Kaitlin Keough       | Cannondale p/b CyclocrossWorld.com |
| 28   | HPCX #1, Jamesburg                                                   | C2     | Samantha Runnels     |                                    |
| 29   | TOHOKU CX Project Inawashiro Round, Inawashiro                       | C2     | Eri Yonamine         |                                    |
| 29   | Grand-Prix de la Commune de Contern, Contern                         | C2     | Helen Wyman          | Kona Factory Racing                |
| 29   | National Trophy Series #2, Abergavenny                               | C1     | Beth Crumpton        | Storey Racing                      |
| 29   | GP Trnava, Trnava                                                    | C2     | Nadja Heigl          |                                    |
| 29   | Trofeo Ayuntamiento de Muskiz, Muskiz                                | C2     | Annulé               |                                    |
| 29   | EKZ CrossTour #4, Hittnau                                            | C1     | Lucie Chainel        | Team Chazal Canyon                 |
| 29   | Superprestige #3, Ruddervoorde                                       | C1     | Maud Kaptheijns      | Crelan-Charles                     |
| 29   | Harbin Park International, Cincinnati                                | C2     | Ellen Noble          | Aspire Racing                      |
| 29   | HPCX #2, Jamesburg                                                   | C2     | Samantha Runnels     |                                    |

### Novembre
| Date | Course                                                                    | Classe | Vainqueur                | Équipe                             |
| ---- | ------------------------------------------------------------------------- | ------ | ------------------------ | ---------------------------------- |
| 1    | IJsboerke Ladies Trophy #2, Oudenaarde                                    | C1     | Helen Wyman              | Kona Factory Racing                |
| 1    | Gran Premio Mamma E Papa Guerciotti AM, Milan                             | C2     | Eva Lechner              | Clif Pro Team                      |
| 3    | Starlight-cross, Chiba                                                    | C2     | Eri Yonamine             |                                    |
| 4    | The Derby City Cup, Louisville                                            | C1     | Katherine Compton        | KFC Racing / Trek / Panache        |
| 5    | Cyclo-cross de Karrantza, Karrantza                                       | C2     | Lucía González Blanco    | Nesta MMR                          |
| 5    | Championnats d'Europe de cyclo-cross espoirs, Tábor                       | CU     | Chiara Teocchi           |                                    |
| 5    | Championnats d'Europe de cyclo-cross, Tábor                               | CC     | Sanne Cant               | Beobank-Corendon                   |
| 5    | Championnats panaméricains de cyclo-cross espoirs, Louisville             | CU     | Emma White               | Cannondale p/b CyclocrossWorld.com |
| 5    | Championnats panaméricains de cyclo-cross, Louisville                     | CC     | Katherine Compton        | KFC Racing / Trek / Panache        |
| 11   | Toi Toi Cup #5, Uničov                                                    | C2     | Pavla Havlíková          | KC Kooperativa Jablonec nad Nisou  |
| 11   | SOUDAL Classics-Jaarmarktcross, Niel                                      | C2     | Nikki Brammeier          | Boels Dolmans                      |
| 11   | The Northampton International #1, Northampton                             | C2     | Emma White               | Cannondale p/b CyclocrossWorld.com |
| 12   | Superprestige #5, Gavere                                                  | C1     | Ellen Van Loy            | Telenet-Fidea Lions                |
| 12   | Coupe de France de cyclo-cross #2, La Mézière                             | C2     | Lucie Chainel            | Team Chazal Canyon                 |
| 12   | Flückiger Cross Madiswil, Madiswil                                        | C2     | Eva Lechner              | Clif Pro Team                      |
| 12   | National Trophy Series #3, Shrewsbury                                     | C2     | Harriet Harnden          |                                    |
| 12   | Basqueland Zkrosa, Elorrio                                                | C2     | Helen Wyman              | Kona Factory Racing                |
| 12   | GP Košice, Košice                                                         | C2     | Barbara Benkó            |                                    |
| 12   | Cyntery Hurtland, Tulsa                                                   | C2     | Caroline Mani            | Van Dessel / Atom Composites       |
| 12   | The Northampton International #2, Northampton                             | C2     | Emma White               | Cannondale p/b CyclocrossWorld.com |
| 18   | Supercross #1, Suffern                                                    | C2     | Christel Ferrier Bruneau | SAS-Macogep                        |
| 18   | Major Taylor Cross Cup #1, Indianapolis                                   | C2     | Sunny Gilbert            | Van Dessel Factory Team            |
| 18   | CXLA Weekend #1, Los Angeles                                              | C2     | Caroline Mani            | Van Dessel / Atom Composites       |
| 19   | KANSAI Cyclo Cross MAKINO Round, Takashima                                | C2     | Eri Yonamine             |                                    |
| 19   | GP Lambach, Stadl-Paura                                                   | C2     | Sara Casasola            |                                    |
| 19   | Coupe du monde de cyclo-cross #4, Bogense                                 | CDM    | Sanne Cant               | Beobank-Corendon                   |
| 19   | Supercross #2, Suffern                                                    | C2     | Christel Ferrier Bruneau | SAS-Macogep                        |
| 19   | Major Taylor Cross Cup #2, Indianapolis                                   | C2     | Sunny Gilbert            | Van Dessel Factory Team            |
| 19   | CXLA Weekend #2, Los Angeles                                              | C2     | Caroline Mani            | Van Dessel / Atom Composites       |
| 25   | Rapha Supercross Nobeyama #1, Minamimaki                                  | C2     | Samantha Runnels         |                                    |
| 25   | Coupe du monde de cyclo-cross #5, Zeven                                   | CDM    | Sanne Cant               | Beobank-Corendon                   |
| 26   | Rapha Supercross Nobeyama #2, Minamimaki                                  | C2     | April McDonough          |                                    |
| 26   | IJsboerke Ladies Trophy #3, Hamme                                         | C1     | Sanne Cant               | Beobank-Corendon                   |
| 26   | National Trophy Series #4, Gravesend                                      | C2     | Ffion James              | Abergavenny Road Club              |
| 26   | International Cyclocross Selle SMP -8° Trof.Cop.ed.Brugherio82, Brugherio | C2     | Eva Lechner              | Clif Pro Team                      |

### Décembre
| Date | Course                                                          | Classe | Vainqueur              | Équipe                             |
| ---- | --------------------------------------------------------------- | ------ | ---------------------- | ---------------------------------- |
| 2    | Toi Toi Cup #6, Jabkenice                                       | C2     | Pavla Havlíková        | KC Kooperativa Jablonec nad Nisou  |
| 2    | Cyclocross International Nyon, Nyon                             | C2     | Jasmin Egger-Achermann |                                    |
| 2    | SOUDAL Classics Hasselt, Hasselt                                | C1     | Loes Sels              | Crelan-Charles                     |
| 2    | Ruts N Guts #1, Broken Arrow                                    | C1     | Crystal Anthony        | Maxxis Shimano                     |
| 2    | NBX Gran Prix of Cross #1, Warwick                              | C2     | Ruby West              | Cannondale p/b CyclocrossWorld.com |
| 3    | Utsunomiya cyclo cross series, Utsunomiya                       | C2     | Samantha Runnels       |                                    |
| 3    | Coupe de France de cyclo-cross #3, Jablines                     | C1     | Christine Majerus      | Boels Dolmans                      |
| 3    | Zilvermeercross, Mol                                            | C2     | Lucinda Brand          | Sunweb                             |
| 3    | Cyclocross International Sion-Valais, Sion                      | C2     | Jasmin Egger-Achermann |                                    |
| 3    | Ruts N Guts #2, Broken Arrow                                    | C2     | Caroline Mani          | Van Dessel / Atom Composites       |
| 3    | NBX Gran Prix of Cross #2, Warwick                              | C2     | Ruby West              | Cannondale p/b CyclocrossWorld.com |
| 6    | Ciclocros Joan Soler, Manlleu                                   | C2     | Helen Wyman            | Kona Factory Racing                |
| 8    | Trofeo San Andres de Ciclo-cross, Ametzaga de Zuia              | C2     | Aida Nuño Palacio      | MMR                                |
| 8    | Gran Premi Les Franqueses del Valles, Les Franqueses del Vallès | C2     | Magdalena Durán García |                                    |
| 8    | Ciclocross del Ponte, Trévise                                   | C2     | Eva Lechner            | Clif Pro Team                      |
| 9    | Toi Toi Cup #7, Kolín                                           | C1     | Nikola Nosková         |                                    |
| 9    | Gran Premio Luzinis, Gorizia                                    | C2     | Francesca Baroni       |                                    |
| 9    | IJsboerke Ladies Trophy #4, Essen                               | C1     | Sanne Cant             | Beobank-Corendon                   |
| 9    | North Carolina Grand Prix - Race #1, Hendersonville             | C2     | Ruby West              | Cannondale p/b CyclocrossWorld.com |
| 9    | Resolution Cross Cup - Race #1, Garland                         | C2     | Courtenay McFadden     | Pivot Cycle - DNA                  |
| 10   | Druivencross, Overijse                                          | C1     | Pauline Ferrand-Prévot | Canyon SRAM                        |
| 10   | National Trophy Series #5, Bradford                             | C2     | Ffion James            | Abergavenny Road Club              |
| 10   | XL Ziklo Kross Igorre, Igorre                                   | C2     | Elle Anderson          |                                    |
| 10   | EKZ CrossTour #5, Eschenbach                                    | C1     | Eva Lechner            | Clif Pro Team                      |
| 10   | North Carolina Grand Prix - Race #2, Hendersonville             | C2     | Ruby West              | Cannondale p/b CyclocrossWorld.com |
| 10   | Resolution Cross Cup - Race #2, Garland                         | C2     | Crystal Anthony        | Maxxis Shimano                     |
| 16   | IJsboerke Ladies Trophy #5, Anvers                              | C1     | Sanne Cant             | Beobank-Corendon                   |
| 17   | Cyclo-Cross Internacional Ciudad de Valencia, Valence           | C2     | Lucía González Blanco  | Nesta MMR                          |
| 17   | Coupe du monde de cyclo-cross #6, Namur                         | CDM    | Evie Richards          |                                    |
| 23   | SOUDAL Classics-Waaslandcross, Sint-Niklaas                     | C2     | Lucinda Brand          | Sunweb                             |
| 26   | Internationales Radquer Dagmersellen, Dagmersellen              | C2     | Sina Frei              |                                    |
| 26   | Coupe du monde de cyclo-cross #7, Heusden-Zolder                | CDM    | Sanne Cant             | Beobank-Corendon                   |
| 28   | IJsboerke Ladies Trophy #6, Loenhout                            | C1     | Sanne Cant             | Beobank-Corendon                   |
| 29   | Brico Cross Versluys Cyclocross, Bredene                        | C2     | Alice Maria Arzuffi    | Steylaerts-Betfirst                |
| 30   | Coupe de France de cyclo-cross #4, Flamanville                  | C1     | Christine Majerus      | Boels Dolmans                      |
| 30   | Superprestige #6, Diegem                                        | C1     | Sanne Cant             | Beobank-Corendon                   |

### Janvier
| Date | Course                                                              | Classe | Vainqueur             | Équipe                        |
| ---- | ------------------------------------------------------------------- | ------ | --------------------- | ----------------------------- |
| 1    | IJsboerke Ladies Trophy #7, Baal                                    | C1     | Katherine Compton     | KFC Racing / Trek / Panache   |
| 1    | Grand-Prix Hotel Threeland, Pétange                                 | C2     | Christine Majerus     | Boels Dolmans                 |
| 2    | EKZ CrossTour #6, Meilen                                            | C1     | Jolanda Neff          | Kross Racing Team             |
| 6    | Abadinoko Udala Saria Ziklokrosa, Abadino                           | C2     | Lucía González Blanco | Nesta MMR                     |
| 6    | Cyclo Cross Huijbergen, Huijbergen                                  | C2     | Inge van der Heijden  | ZZPR.nl-HanClean-OrangeBabies |
| 7    | SOUDAL Classics - Leuven, Louvain                                   | C1     | Loes Sels             | Crelan-Charles                |
| 7    | National Trophy Series #6, Ipswich                                  | C2     | Bethany Crumpton      | Storey Racing                 |
| 7    | Cyclo-cross International du Mingant, Lanarvily                     | C2     | Annulé                |                               |
| 15   | Cyclocross Otegem, Otegem                                           | C2     | Sanne Cant            | Corendon-Circus               |
| 20   | Kasteelcross Zonnebeke, Zonnebeke                                   | C2     | Thalita de Jong       | Experza-Footlogix             |
| 21   | Ciclocrosse Internacional de Valongo, Valongo                       | C2     | Aida Nuño Palacio     | MMR                           |
| 21   | Gran Premio di Ciclocross Città di Vittorio Veneto, Vittorio Veneto | C2     | Sara Casasola         | Servetto-Stradalli            |
| 21   | Grand Prix Möbel Alvisse, Leudelange                                | C2     | Thalita de Jong       | Experza-Footlogix             |
| 21   | Coupe du monde de cyclo-cross #8, Nommay                            | CDM    | Katherine Compton     | KFC Racing / Trek / Panache   |
| 27   | International Cyclocross Rucphen, Rucphen                           | C2     | Loes Sels             | Crelan-Charles                |
| 28   | Coupe du monde de cyclo-cross #9, Hoogerheide                       | CDM    | Sanne Cant            | Corendon-Circus               |

### Février
| Date | Course                                                   | Classe | Vainqueur         | Équipe          |
| ---- | -------------------------------------------------------- | ------ | ----------------- | --------------- |
| 3    | Championnats du monde de cyclo-cross espoirs, Fauquemont | CM     | Evie Richards     |                 |
| 3    | Championnats du monde de cyclo-cross, Fauquemont         | CM     | Sanne Cant        | Corendon-Circus |
| 7    | Brico Cross Parkcross Maldegem, Maldegem                 | C2     | Marianne Vos      | Waowdeals       |
| 10   | IJsboerke Ladies Trophy #8, Lille                        | C1     | Sanne Cant        | Corendon-Circus |
| 11   | Superprestige #7, Hoogstraten                            | C1     | Sanne Cant        | Corendon-Circus |
| 17   | Superprestige #8, Middelkerke                            | C1     | Sanne Cant        | Corendon-Circus |
| 18   | Brico Cross Vestingcross, Hulst                          | C2     | Laura Verdonschot | Marlux-Bingoal  |
| 25   | Internationale Sluitingsprijs, Oostmalle                 | C1     | Loes Sels         | Crelan-Charles  |

## Championnats nationaux (CN)
| Nation             | Date             | Élites                    | Moins de 23 ans      | Juniors                |
| ------------------ | ---------------- | ------------------------- | -------------------- | ---------------------- |
| Allemagne          | 14 janvier 2018  | Elisabeth Brandau         | Nina Küderle         |                        |
| Australie          | 5 août 2017      | Peta Mullens              | Erin Mitchell        |                        |
| Autriche           | 7 janvier 2018   | Nadja Heigl               |                      |                        |
| Belgique           | 14 janvier 2018  | Sanne Cant                | Laura Verdonschot    |                        |
| Canada             | 28 octobre 2017  | Christel Ferrier-Bruneau  | Ruby West            |                        |
| Croatie            | 14 janvier 2018  | Maja Perinović            |                      |                        |
| Danemark           | 14 janvier 2018  | Malene Degn               |                      |                        |
| Espagne            | 14 janvier 2018  | Aida Nuño Palacio         |                      | Luisa Ibarrola         |
| Estonie            | 14 octobre 2017  | Mari-Liis Mõttus          |                      |                        |
| États-Unis         | 14 janvier 2018  | Katherine Compton         | Emma White           | Katie Clouse           |
| Finlande           | 29 octobre 2017  | Susanna Laurila           |                      |                        |
| France             | 14 janvier 2018  | Pauline Ferrand-Prévot    |                      | Jade Wiel              |
| Grande-Bretagne    | 14 janvier 2018  | Helen Wyman               | Evie Richards        |                        |
| Hongrie            | 14 janvier 2018  | Barbara Benkó             |                      |                        |
| Irlande            | 14 janvier 2018  | Lara Gillespie            |                      |                        |
| Islande            | 11 novembre 2017 | Anna Kristín Pétursdóttir |                      |                        |
| Italie             | 6 janvier 2018   | Eva Lechner               | Chiara Teocchi       |                        |
| Japon              | 10 décembre 2017 | Miho Imai                 |                      |                        |
| Luxembourg         | 13 janvier 2018  | Christine Majerus         |                      |                        |
| Norvège            | 12 novembre 2017 | Elisabeth Sveum           |                      | Berit Nordsæter Resell |
| Pays-Bas           | 14 janvier 2018  | Lucinda Brand             | Inge van der Heijden | Femke Gerritse         |
| Pologne            | 14 janvier 2018  | Marta Turobos             | Gabriela Wojtyła     |                        |
| Portugal           | 14 janvier 2018  | Sandra Santos             | Marta Branco         |                        |
| République-tchèque | 13 janvier 2018  | Pavla Havlíková           |                      |                        |
| Slovaquie          | 2 décembre 2017  | Janka Keseg Števková      |                      |                        |
| Suède              | 13 janvier 2018  | Åsa-Maria Erlandsson      |                      |                        |
| Suisse             | 14 janvier 2018  | Jasmin Egger-Achermann    |                      |                        |